# Beam (dj)
Beam, artiestennaam van Michael Urgacz (overleden 19 juli 2022), was een Duits trance muziekproducent. Hij werd het meest bekend met de projecten Beam & Yanou en Beam vs. Cyrus.  Hij was ook eigenaar van het label Beam Traxx.

## Biografie
Urgacz werd halverwege de jaren negentig actief samen met Yann Peifer (Yanou) als Beam & Yanou. De groep had vanaf 1997 enkele bescheiden hits met On y va en Paraiso. Ook werkt Michael in de late jaren negentig enkele malen samen met Jan Peter Odendahl als Dancefloor Syndroma en Deep Sea 9. In 2000 hebben Beam & Yanou hun grootste hit met Sound Of Love. Na The Free Fall eindigt de samenwerking tussen de twee. In 2002 wordt Cyrus Sadeghi-Wafa zijn nieuwe productiepartner. Daarmee vormt hij de hardtrance act Beam vs. Cyrus. Ze brengen daarmee in 2003 het album Lifestyle uit. Daarop ook de cover van U Can't Touch This van MC Hammer. Deze wordt in 2003 ook een bescheiden hit in Nederland. Na 2003 eindigt Beam vs. Cyrus. Hij werkt de jaren daarna veel samen met de Amerikaanse producer Sean Tyas als Sonar Systems, Angyla en 60 Bit. Daarna brengt hij met enige regelmaat eigen singles uit. In 2021 werkt hij enkele malen samen met Kosmonova.
Op 19 juli 2022 verschijnt het nieuws dat Urgacz is overleden aan kanker.